# Falso atardecer

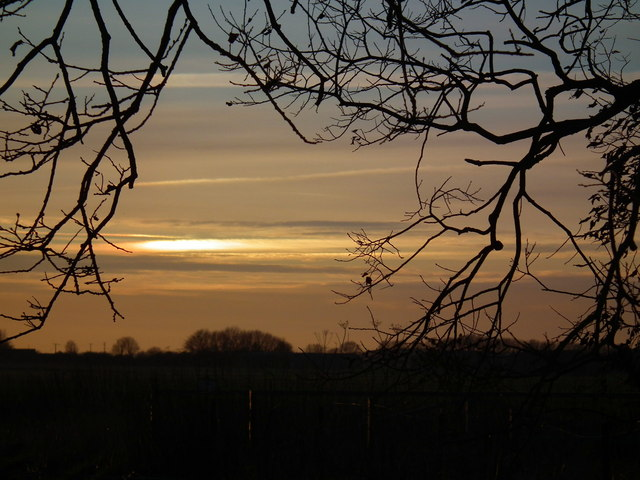
Falso atardecer.

Un falso atardecer puede referirse a uno de los dos fenómenos ópticos atmosféricos relacionados, en los que 
1. el Sol parece estar poniéndose o se ha puesto por debajo del horizonte, mientras que en realidad todavía está a cierta altura sobre el horizonte,[1] o
2. el Sol ya se ha puesto por debajo del horizonte, pero aún parece estar sobre o sobre el horizonte (representando así el reverso de un falso amanecer). Dependiendo de las circunstancias, estos fenómenos pueden dar la impresión de una puesta de sol real.

Hay varias condiciones atmosféricas que pueden causar el efecto, más comúnmente un tipo de halo, causado por el reflejo y la refracción de la luz solar por pequeños cristales de hielo en la atmósfera, a menudo en forma de cirrostratos. Dependiendo de la variedad de "puesta de sol falsa" a la que se refiera, el halo debe aparecer sobre el Sol (que a su vez está oculto debajo del horizonte) o debajo de él (en cuyo caso el Sol real está obstruido de la vista, por ejemplo, por nubes u otros objetos), haciendo que el arco tangente superior e inferior, los pilar de luz superior e inferior y el subsol sean los candidatos más probables.
De manera similar a un falso amanecer, otras circunstancias atmosféricas también pueden ser responsables del efecto, como el simple reflejo de la luz del sol en el fondo de las nubes, o un tipo de espejismo como el efecto Nueva Zembla.